# Vòng loại Giải vô địch bóng đá thế giới 1974 – Khu vực Nam Mỹ
Dưới đây là các ngày thi đấu và kết quả của vòng loại Giải vô địch bóng đá thế giới 1974 khu vực Nam Mỹ (CONMEBOL). Để có cái nhìn tổng quan về các vòng loại, hãy xem bài viết Vòng loại Giải vô địch bóng đá thế giới 1974.
9 đội tuyển được chia thành 3 bảng, mỗi bảng gồm 3 đội. Có 2,5 suất tham dự vòng chung kết được mở cho khu vực này, do Brasil đã giành quyền tham dự trực tiếp với tư cách là nhà đương kim vô địch. Các đội sẽ thi đấu theo thể thức lượt đi – lượt về. Đội đứng đầu Bảng 1 và Bảng 2 giành vé trực tiếp, còn đội đứng đầu Bảng 3 sẽ thi đấu trận play-off liên lục địa UEFA / CONMEBOL.

## Bảng 1
| VT | Đội      | Đ | ST | T | H | B | BT | BB | HS |
| -- | -------- | - | -- | - | - | - | -- | -- | -- |
| 1  | Uruguay  | 4 | 2  | 1 | 1 | 6 | 2  | +4 | 5  |
| 2  | Colombia | 4 | 1  | 3 | 0 | 3 | 2  | +1 | 5  |
| 3  | Ecuador  | 4 | 0  | 2 | 2 | 3 | 8  | −5 | 2  |

| Colombia  | 1–1 | Ecuador   |
| --------- | --- | --------- |
| Ortiz 44' |     | Muñoz 72' |

| Colombia | 0–0 | Uruguay |
| -------- | --- | ------- |
|          |     |         |

| Ecuador         | 1–1 | Colombia  |
| --------------- | --- | --------- |
| Muñoz 29' (pen) |     | Ortiz 50' |

| Ecuador       | 1–2 | Uruguay                  |
| ------------- | --- | ------------------------ |
| Estupiñán 35' |     | Cubilla 41' · Morena 74' |

| Uruguay | 0–1 | Colombia  |
| ------- | --- | --------- |
|         |     | Ortiz 71' |

| Uruguay                                  | 4–0 | Ecuador |
| ---------------------------------------- | --- | ------- |
| Morena 4', 27' · Cubilla 30' · Milar 62' |     |         |

Uruguay vượt qua vòng loại nhờ hiệu số bàn thắng.

## Bảng 2
| VT | Đội       | Đ | ST | T | H | B | BT | BB  | HS |
| -- | --------- | - | -- | - | - | - | -- | --- | -- |
| 1  | Argentina | 4 | 3  | 1 | 0 | 9 | 2  | +7  | 7  |
| 2  | Paraguay  | 4 | 2  | 1 | 1 | 8 | 5  | +3  | 5  |
| 3  | Bolivia   | 4 | 0  | 0 | 4 | 1 | 11 | −10 | 0  |

| Bolivia     | 1–2 | Paraguay                  |
| ----------- | --- | ------------------------- |
| Morales 30' |     | Escobar 41' · Insfran 74' |

| Argentina                          | 4–0 | Bolivia |
| ---------------------------------- | --- | ------- |
| Brindisi 30', 43' · Ayala 66', 75' |     |         |

| Paraguay  | 1–1 | Argentina |
| --------- | --- | --------- |
| Arrúa 41' |     | Ayala 33' |

| Bolivia | 0–1 | Argentina   |
| ------- | --- | ----------- |
|         |     | Fornari 17' |

| Paraguay                                           | 4–0 | Bolivia |
| -------------------------------------------------- | --- | ------- |
| Bareiro 10' · Osorio 13' · Insfran 18' · Arrúa 89' |     |         |

| Argentina                            | 3–1 | Paraguay    |
| ------------------------------------ | --- | ----------- |
| Ayala 32' (ph.đ.), 57' · Guerini 89' |     | Escobar 22' |

Argentina vượt qua vòng loại.

## Bảng 3
| VT | Đội       | Đ       | ST      | T       | H       | B       | BT      | BB      | HS      |
| -- | --------- | ------- | ------- | ------- | ------- | ------- | ------- | ------- | ------- |
| 1= | Chile     | 2       | 1       | 0       | 1       | 2       | 2       | 0       | 2       |
| 1= | Perú      | 2       | 1       | 0       | 1       | 2       | 2       | 0       | 2       |
| —  | Venezuela | rút lui | rút lui | rút lui | rút lui | rút lui | rút lui | rút lui | rút lui |

| Perú           | 2–0 | Chile |
| -------------- | --- | ----- |
| Sotil 43', 62' |     |       |

| Chile                      | 2–0 | Perú |
| -------------------------- | --- | ---- |
| Crisosto 68' · Ahumada 71' |     |      |

Chile và Peru bằng điểm và hiệu số bàn thắng, nên một trận play-off trên sân trung lập đã được tổ chức để xác định đội nào đi tiếp vào vòng play-off liên lục địa UEFA/CONMEBOL.
| Chile                   | 2–1 | Perú         |
| ----------------------- | --- | ------------ |
| Valdés 45' · Farias 58' |     | Bailetti 40' |

Chile giành quyền vào vòng play-off liên lục địa UEFA–CONMEBOL.

## Play-off liên lục địa
| Đội 1   | TTS  | Đội 2 | Lượt đi | Lượt về |
| ------- | ---- | ----- | ------- | ------- |
| Liên Xô | w.o. | Chile | 0–0     | 0–2     |

Chile giành quyền tham dự vòng chung kết World Cup 1974 do đối thủ bỏ cuộc (thắng mà không cần thi đấu).

## Các đội tuyển vượt qua vòng loại
Các đội tuyển sau đến từ CONMEBOL vượt qua vòng loại tham dự Giải vô địch bóng đá thế giới 1974
| Đội tuyển | Tư cách vượt qua vòng loại              | Ngày vượt qua vòng loại | Số lần tham dự FIFA World Cup trước đây1                 |
| --------- | --------------------------------------- | ----------------------- | -------------------------------------------------------- |
| Brasil    | Đương kim vô địch                       | 21 tháng 6 năm 1970     | 9 (1930, 1934, 1938, 1950, 1954, 1958, 1962, 1966, 1970) |
| Uruguay   | Nhất Bảng 1                             | 8 tháng 7 năm 1973      | 6 (1930, 1950, 1954, 1962, 1966, 1970)                   |
| Argentina | Nhất Bảng 2                             | 7 tháng 10 năm 1973     | 5 (1930, 1934, 1958, 1962, 1966)                         |
| Chile     | Chiến thắng trận UEFA–CONMEBOL play-off | 21 tháng 11 năm 1973    | 4 (1930, 1950, 1962, 1966)                               |

1 Chữ in đậm chỉ đội vô địch năm đó. Chữ in nghiêng chỉ quốc gia đăng cai năm đó.

## Cầu thủ ghi bàn
5 bàn thắng
- Rubén Ayala

3 bàn thắng
- Willington Ortiz
- Fernando Morena

2 bàn thắng
- Miguel Ángel Brindisi
- Washington Muñoz
- Adalberto Escobar
- Saturnino Arrúa
- Jorge Insfran
- Hugo Sotil
- Luis Cubilla

1 bàn thắng
- Oscar Fornari
- Carlos Guerini
- Raúl Morales
- Sergio Ahumada
- Julio Crisosto
- Rogelio Farias
- Francisco Valdés
- Ítalo Estupiñán
- Pedro Alcides Bareiro
- Juvencio Osorio
- Héctor Bailetti
- Denís Milar